# Sterigmostemum torulosum
Sterigmostemum torulosum là một loài thực vật có hoa trong họ Cải. Loài này được (M. Bieb.) Bornm. miêu tả khoa học đầu tiên năm 1936.